# Clément II
Clément II (Suidger von Morsleben und Hornbur), né vers l'an 1005 à Hornburg dans le duché de Saxe, fut le 149e pape durant 9 mois et demi, entre le 24 décembre 1046 et sa mort le 9 octobre 1047 à l'abbaye de San Tommaso près de Montelabbate. Il est le premier des cinq papes réformateurs du système d'Église d'Empire investi par les souverains de la dynastie franconienne de 1046 à 1058.

## Biographie
Issu d'une famille comtale, Suidger a étudié à l'école de la cathédrale de Halberstadt. À partir de 1032, il fut chapelain de l'archidiocèse de Hambourg-Brême. En 1035, il est entré au service de l'empereur du Saint-Empire Conrad II le Salique. Suidger est nommé évêque de Bamberg par le successeur de Conrad, l'empereur Henri III en 1040 ; il est ordonné par l'archevêque Bardo de Mayence le 28 décembre à Münster.
En décembre 1046, Suidger est élu pape au cours du synode de Sutri réuni par Henri III et qui avait invalidé l'élection de Grégoire VI, de Benoît IX et de Sylvestre III. Clément II prend des mesures pour lutter contre la simonie et la corruption dont ses prédécesseurs Benoît IX et Sylvestre III avaient été accusés. Le jour de son sacre, il couronne Henri III, puis le suit dans le Bénévent, et en excommunie les habitants qui avaient refusé d'accueillir l'empereur. Il canonise la première femme Wiborada en 1047.
Il abdique quelque temps avant sa mort en 1047. Son inhumation se fera à Bamberg, endroit où il avait été nommé par le Roi des Romains, Henri III, puis consacré évêque, en 1040.

## Enquête sur les circonstances de sa mort
En 1942, la tombe de Clément II est ouverte pour au moins la troisième fois ; on en retire les vêtements du pape qui sont restaurés et remis au trésor de la cathédrale. Depuis l'ouverture du musée diocésain de Bamberg (de), ces vêtements figurent parmi les pièces les plus précieuses de cette collection. Comme la tradition voulait que le pape eût été victime d'une tentative d'assassinat par empoisonnement, à l'incitation peut-être de Benoît IX qui souhaitait reprendre la chaire de saint Pierre, ses ossements sont soumis à un examen toxicologique. On constate une concentration anormalement élevée de plomb dans les os. Cependant, les résultats correspondent à une lente accumulation et non à un empoisonnement aigu par des sels de plomb. Le sucre de plomb étant au Moyen Âge une substance très utilisée pour adoucir le vin, il est impossible de savoir s'il s'agit d'un empoisonnement intentionnel. Après la mort de Clément II, Benoît IX redevient cependant pape pour la troisième fois.